# 大赤旋螺
大赤旋螺（学名：Pleuroploca trapezium paeteli），是新腹足目旋螺科Pleuroploca属的一种。主要分布于台湾，常栖息在浅海珊瑚礁、岩石底。